# Vilalobos
Vilalobos (em castelhano: Villalobos) é um apelido de raiz toponímica, em referência à vila de Villalobos localizada na Província de Zamora, Espanha. A família que adoptou este apelido foi de primeira grandeza nos Reinos de Leão e Castela e estabeleceu alianças matrimoniais com as mais importantes famílias, incluída as casas reais de Castela e de Leão.
Uma filha de Ruy Gil de Vilalobos (II) e Teresa Sanches, filha ilegítima do rei Sancho IV de Leão e Castela, chamada Maria Rodrigues de Villalobos, casou em Portugal com o rico-homem Lopo Fernandes Pacheco, de que alguns descendentes usaram o apelido materno.